# GP2-seizoen 2005
Het GP2-seizoen 2005 begon op Imola 23 april 2005 en eindigde op Manamah, Bahrein op 30 september 2005. Het kampioenschap werd gewonnen door de Duitser Nico Rosberg. De Fin Heikki Kovalainen werd tweede.
2005 was het eerste seizoen van de GP2 nadat het de Formule 3000 overgenomen had.

## Coureurs en teams
Nota: Alle teams rijden in een Dallara met Renault-Mecachrome-motoren.
| Team                 | Nr. | Coureur                 | Ronde |
| -------------------- | --- | ----------------------- | ----- |
| iSport International | 1   | Scott Speed             | Alle  |
| iSport International | 2   | Can Artam               | Alle  |
| Hitech/Piquet Racing | 3   | Nelson Piquet jr.       | Alle  |
| Hitech/Piquet Racing | 4   | Alexandre Sarnes Negrão | Alle  |
| BCN Competition      | 5   | Ernesto Viso            | Alle  |
| BCN Competition      | 6   | Hiroki Yoshimoto        | Alle  |
| Super Nova Racing    | 7   | Giorgio Pantano         | Alle  |
| Super Nova Racing    | 8   | Adam Carroll            | Alle  |
| ART Grand Prix       | 9   | Nico Rosberg            | Alle  |
| ART Grand Prix       | 10  | Alexandre Prémat        | Alle  |
| David Price Racing   | 11  | Olivier Pla             | Alle  |
| David Price Racing   | 12  | Ryan Sharp              | 1-7   |
| David Price Racing   | 12  | Giorgio Mondini         | 8-12  |
| DAMS                 | 14  | José María López        | Alle  |
| DAMS                 | 15  | Fairuz Fauzy            | Alle  |
| Coloni Motorsport    | 16  | Matthias Lauda          | Alle  |
| Coloni Motorsport    | 17  | Gianmaria Bruni         | 1-9   |
| Coloni Motorsport    | 17  | Toni Vilander           | 10-11 |
| Coloni Motorsport    | 17  | Ferdinando Monfardini   | 12    |
| Racing Engineering   | 18  | Neel Jani               | Alle  |
| Racing Engineering   | 19  | Borja García            | Alle  |
| Campos Racing        | 20  | Juan Cruz Álvarez       | Alle  |
| Campos Racing        | 21  | Sergio Hernández        | Alle  |
| Arden International  | 22  | Heikki Kovalainen       | Alle  |
| Arden International  | 23  | Nicolas Lapierre        | Alle  |
| Durango              | 24  | Clivio Piccione         | Alle  |
| Durango              | 25  | Ferdinando Monfardini   | 1-10  |
| Durango              | 25  | Gianmaria Bruni         | 11-12 |

## Race kalender
| Ronde | Locatie                          | Circuit                       | Datum        | Winnaar           | Winnaar (team)           |
| ----- | -------------------------------- | ----------------------------- | ------------ | ----------------- | ------------------------ |
| 1     | Imola, Italië                    | Autodromo Enzo e Dino Ferrari | 23 april     | Heikki Kovalainen | Arden International      |
| 2     | Imola, Italië                    | Autodromo Enzo e Dino Ferrari | 24 april     | Adam Carroll      | Super Nova International |
| 3     | Barcelona, Spanje                | Circuit de Catalunya          | 7 mei        | Gianmaria Bruni   | Coloni Motorsport        |
| 4     | Barcelona, Spanje                | Circuit de Catalunya          | 8 mei        | José María López  | DAMS                     |
| 5     | Monte Carlo, Monaco              | Circuit de Monaco             | 21 mei       | Adam Carroll      | Super Nova International |
| 6     | Nürburg, Duitsland               | Nürburgring                   | 28 mei       | Clivio Piccione   | Durango                  |
| 7     | Nürburg, Duitsland               | Nürburgring                   | 29 mei       | Heikki Kovalainen | Arden International      |
| 8     | Magny-Cours, Frankrijk           | Circuit de Nevers Magny-Cours | 2 juli       | Heikki Kovalainen | Arden International      |
| 9     | Magny-Cours, Frankrijk           | Circuit de Nevers Magny-Cours | 3 juli       | Nico Rosberg      | ART Grand Prix           |
| 10    | Silverstone, Verenigd Koninkrijk | Silverstone                   | 9 juli       | Nico Rosberg      | ART Grand Prix           |
| 11    | Silverstone, Verenigd Koninkrijk | Silverstone                   | 10 juli      | Olivier Pla       | David Price Racing       |
| 12    | Hockenheim, Duitsland            | Hockenheimring                | 23 juli      | Nico Rosberg      | ART Grand Prix           |
| 13    | Hockenheim, Duitsland            | Hockenheimring                | 24 juli      | Olivier Pla       | David Price Racing       |
| 14    | Boedapest, Hongarije             | Hungaroring                   | 20 juli      | Neel Jani         | Racing Engineering       |
| 15    | Boedapest, Hongarije             | Hungaroring                   | 31 juli      | Alexandre Prémat  | ART Grand Prix           |
| 16    | Istanboel, Turkije               | Istanbul Park                 | 20 augustus  | Alexandre Prémat  | ART Grand Prix           |
| 17    | Istanboel, Turkije               | Istanbul Park                 | 21 augustus  | Heikki Kovalainen | Arden International      |
| 18    | Monza, Italië                    | Autodromo Nazionale Monza     | 3 september  | Heikki Kovalainen | Arden International      |
| 19    | Monza, Italië                    | Autodromo Nazionale Monza     | 4 september  | Neel Jani         | Racing Engineering       |
| 20    | Spa, België                      | Spa-Francorchamps             | 10 september | Nelson Piquet jr. | Hitech/Piquet Racing     |
| 21    | Spa, België                      | Spa-Francorchamps             | 11 september | Adam Carroll      | Super Nova International |
| 22    | Manamah, Bahrein                 | Bahrein International Circuit | 29 september | Nico Rosberg      | ART Grand Prix           |
| 23    | Manamah, Bahrein                 | Bahrein International Circuit | 30 september | Nico Rosberg      | ART Grand Prix           |

## Coureurs kampioenschap
| Pos. | Nummer | Coureur               | Team                       | Punten | Grand Prix | Wins | Poles |
| ---- | ------ | --------------------- | -------------------------- | ------ | ---------- | ---- | ----- |
| 01   | 09     | Nico Rosberg          | ART Grand Prix             | 120    | 23         | 5    | 5     |
| 02   | 22     | Heikki Kovalainen     | Arden International        | 105    | 23         | 5    | 2     |
| 03   | 01     | Scott Speed           | iSport International       | 67.5   | 23         | 0    | 1     |
| 04   | 10     | Alexandre Prémat      | ART Grand Prix             | 67     | 23         | 2    | 1     |
| 05   | 08     | Adam Carroll          | Super Nova International   | 53     | 23         | 3    | 1     |
| 06   | 07     | Giorgio Pantano       | Super Nova International   | 49     | 23         | 0    | 1     |
| 07   | 18     | Neel Jani             | Racing Engineering         | 48     | 23         | 2    | 1     |
| 08   | 03     | Nelson Piquet jr.     | Hitech/Piquet Racing       | 46     | 22         | 1    | 0     |
| 09   | 14     | José María López      | DAMS                       | 36     | 23         | 1    | 0     |
| 10   | 17/25  | Gianmaria Bruni       | Coloni Motorsport, Durango | 35     | 21         | 1    | 2     |
| 11   | 23     | Nicolas Lapierre      | Arden International        | 21     | 22         | 0    | 1     |
| 12   | 05     | Ernesto Viso          | BCN Competition            | 21     | 22         | 0    | 1     |
| 13   | 11     | Olivier Pla           | David Price Racing         | 20     | 23         | 2    | 2     |
| 14   | 19     | Borja García          | Racing Engineering         | 17.5   | 22         | 0    | 0     |
| 15   | 24     | Clivio Piccione       | Durango                    | 14     | 23         | 1    | 1     |
| 16   | 06     | Hiroki Yoshimoto      | BCN Competition            | 14     | 21         | 0    | 1     |
| 17   | 25/17  | Ferdinando Monfardini | Durango, Coloni Motorsport | 5      | 20         | 0    | 1     |
| 18   | 20     | Juan Cruz Álvarez     | Campos GrandPrix           | 4.5    | 23         | 0    | 0     |
| 19   | 04     | Alexandre Negrão      | Hitech/Piquet Racing       | 4      | 23         | 0    | 2     |
| 20   | 21     | Sergio Hernández      | Campos GrandPrix           | 3      | 23         | 0    | 0     |
| 21   | 16     | Matthias Lauda        | Coloni Motorsport          | 3      | 23         | 0    | 0     |
| 22   | 02     | Can Artam             | iSport International       | 2      | 23         | 0    | 0     |
| 23   | 12     | Ryan Sharp            | David Price Racing         | 2      | 13         | 0    | 0     |
| 24   | 15     | Fairuz Fauzy          | DAMS                       | 0      | 23         | 0    | 0     |
| 25   | 17     | Toni Vilander         | Coloni Motorsport          | 0      | 4          | 0    | 0     |
| 26   | 12     | Giorgio Mondini       | David Price Racing         | 0      | 10         | 0    | 0     |

## Team kampioenschap
| Pos. | Team                     | Coureurs                                                              | Punten | Wins | Poles |
| ---- | ------------------------ | --------------------------------------------------------------------- | ------ | ---- | ----- |
| 01   | ART Grand Prix           | Nico Rosberg, Alexandre Prémat                                        | 187    | 7    | 6     |
| 02   | Arden International      | Heikki Kovalainen, Nicolas Lapierre                                   | 126    | 5    | 3     |
| 03   | Super Nova International | Giorgio Pantano, Adam Carroll                                         | 102    | 3    | 2     |
| 04   | iSport International     | Scott Speed, Can Artam                                                | 69.5   | 0    | 1     |
| 05   | Racing Engineering       | Borja García, Neel Jani                                               | 65.5   | 2    | 1     |
| 06   | Hitech/Piquet Racing     | Nelson Piquet jr., Alexandre Negrão                                   | 50     | 1    | 2     |
| 07   | DAMS                     | José María López, Fairuz Fauzy                                        | 36     | 1    | 0     |
| 08   | Coloni Motorsport        | Gianmaria Bruni, Matthias Lauda, Toni Vilander, Ferdinando Monfardini | 36     | 1    | 1     |
| 09   | BCN Competition          | Ernesto Viso, Hiroki Yoshimoto                                        | 35     | 0    | 2     |
| 10   | David Price Racing       | Olivier Pla, Ryan Sharp, Giorgio Mondini                              | 22     | 2    | 2     |
| 11   | Durango                  | Clivio Piccione, Ferdinando Monfardini, Gianmaria Bruni               | 19     | 1    | 3     |
| 12   | Campos GrandPrix         | Sergio Hernández, Juan Cruz Álvarez                                   | 7.5    | 0    | 0     |

Nota: De sprint-race in België werd voortijdig stilgelegd en er werden halve punten uitgereikt.
GP2: 2005 · 2006 · 2007 · 2008 · 2009 · 2010 · 2011 · 2012 · 2013 · 2014 · 2015 · 2016 (Lijst van coureurs)

GP3: 2010 · 2011 · 2012 · 2013 · 2014 · 2015 · 2016 · 2017 · 2018 (Lijst van coureurs)

GP2 Asia: 2008 · 2008-2009 · 2009-2010 · 2011 (Lijst van coureurs)